# 1943 en Nouvelle-Écosse
Chronologie de la Nouvelle-Écosse
- 1939
- 1940
- 1941
- 1942
- 1943
- 1944
- 1945
- 1946
- 1947

Cette page concerne des événements survenus en 1943 dans la province canadienne de la Nouvelle-Écosse.

## Politique
- Premier ministre : Alexander S. MacMillan
- Chef de l'Opposition :
- Lieutenant-gouverneur : Henry Ernest Kendall
- Législature :

## Naissances
- 13 avril : Joanna Shimkus est une actrice canadienne, née à Halifax (Canada). Elle est l'épouse de l'acteur américain Sidney Poitier.

## Décès
- 29 novembre : Robert Hamilton Butts (en), député fédéral de Cap-Breton-Sud et Richmond (1917-1921).